# Demokraatit
Die Demokraatit (grönländisch für „Demokraten“) sind eine politische Partei in Grönland.

## Geschichte
Sie gründete sich am 28. November 2002 um den Politiker Per Berthelsen, der im Jahr zuvor aus der sozialdemokratischen Siumut ausgeschlossen worden war. Nur wenige Tage später erreichte die Partei auf Anhieb die drittmeisten Stimmen aller Parteien. 2005 wurde die Partei die zweitstärkste Kraft im Land. 2008 zerstritt sich Per Berthelsen mit seiner Partei. Er wurde als Parteivorsitzender abgewählt und verließ die Partei. Unter seinem Nachfolger Jens B. Frederiksen erlitt die Partei 2009 schwere Verluste, bei denen sich die Stimmenanzahl beinahe halbierte. Daraufhin wurden die Demokraatit jedoch erstmals Mitglied einer Koalitionsregierung. 2013 halbierte sich der Stimmenanteil ein weiteres Mal. Im Folgejahr verließ Frederiksen die Partei und Anda Uldum wurde zu seinem Nachfolger ernannt. Unter ihm konnte die Partei im selben Jahr beinahe wieder das Wahlergebnis von 2009 erreichen. Im Anschluss ging sie eine Siumut-geführte Koalition ein. Die Regierung zerbrach 2016 und die Demokraatit gingen in die Opposition. 2018 erhielten sie mit ihrem Kandidaten Niels Thomsen das zweitbeste Ergebnis der Parteigeschichte. Von Oktober 2018 bis Mai 2020 tolerierte die Partei die Minderheitsregierung, bevor sie eine Koalition mit ihr eingingen. Bei der Wahl 2021 halbierte sich das Wahlergebnis im Vergleich zur Wahl 2018, was das zweitschlechteste Ergebnis der Parteigeschichte bedeutete. Die Partei konnte sich jedoch erholen und holte bei der Wahl 2025 einen Erdrutschsieg unter Jens Frederik Nielsen.

## Politische Ausrichtung
Die Demokraatit verstehen sich als sozialliberale Partei, die sich historisch ebenso wie die Atassut für den Erhalt der Rigsfællesskabet einsetzt. Als einzige der grönländischen Parteien lehnten die Demokraatit die 2009 eingeführte Selvstyre ab. Die Partei war vor allem in der Anfangszeit beliebt bei der dänischen Bevölkerung Grönlands. Ihre Ziele sind eine Senkung der Gesellschaftssteuer, eine Verbesserung des Bildungsniveaus und des Wirtschaftssystems in Grönland sowie die Lösung der sozialen Probleme des Landes. Seit etwa 2020 befürwortet es die Partei wie die meisten anderen Parteien ebenfalls, auf eine spätere Unabhängigkeit hinzuarbeiten, sofern die wirtschaftlichen und gesellschaftlichen Bedingungen dafür geschaffen sind.

## Parteivorsitzende
- 2002–2008: Per Berthelsen
- 2008–2014: Jens B. Frederiksen
- 2014–2016: Anda Uldum
- 2016–2018: Randi Vestergaard Evaldsen
- 2018–2019: Niels Thomsen
- 2019: Randi Vestergaard Evaldsen (kommissarisch)
- 2019–2020: Nivi Olsen (kommissarisch)
- seit 2020: Jens Frederik Nielsen

## Wahlergebnisse

### Parlamentswahlen
| Wahl | Stimmen | Stimmenanteil | Sitze   | Platz | Folge                                                                                                   |
| ---- | ------- | ------------- | ------- | ----- | --- |
| 2002 | 4.558   | 16,1 %        | 5 / 31  | 4     | Opposition                                                                                              |
| 2005 | 6.596   | 22,8 %        | 7 / 31  | 2     | Opposition                                                                                              |
| 2009 | 3.620   | 12,8 %        | 4 / 31  | 3     | Juniorpartner der Regierung                                                                             |
| 2013 | 1.870   | 06,3 %        | 2 / 31  | 5     | Opposition                                                                                              |
| 2014 | 3.469   | 11,9 %        | 4 / 31  | 3     | Juniorpartner der Regierung, ab 2016 Opposition                                                         |
| 2018 | 5.712   | 19,7 %        | 6 / 31  | 3     | Opposition, von 2018 bis 2020 Tolerierung der Minderheitsregierung, ab 2020 Juniorpartner der Regierung |
| 2021 | 2.452   | 09,3 %        | 3 / 31  | 4     | Opposition                                                                                              |
| 2025 | 8.563   | 30,3 %        | 10 / 31 | 1     | Seniorpartner der Regierung                                                                             |

### Folketingswahlen
| Wahl | Stimmen | Stimmenanteil | Sitze | Platz | Abgeordneter    |
| ---- | ------- | ------------- | ----- | ----- | --------------- |
| 2005 | 4.924   | 21,3 %        | 0 / 2 | 3     | nicht vertreten |
| 2007 | 4.586   | 18,3 %        | 0 / 2 | 3     | nicht vertreten |
| 2011 | 2.832   | 12,6 %        | 0 / 2 | 3     | nicht vertreten |
| 2015 | 1.852   | 09,2 %        | 0 / 2 | 3     | nicht vertreten |
| 2019 | 2.262   | 11,3 %        | 0 / 2 | 3     | nicht vertreten |
| 2022 | 3.656   | 18,5 %        | 0 / 2 | 3     | nicht vertreten |